# Bailliage de Nidau
1393–1798
Entités suivantes :
- District de Nidau

Le bailliage de Nidau est un bailliage bernois qui a existé de 1393 à 1798. Il succède à la seigneurie de Nidau.

## Histoire
La seigneurie de Nidau appartient aux Neuchâtel-Nidau jusqu'à l'extinction de la famille en 1375. La seigneurie appartient ensuite à Berne et Soleure de 1388 à 1393, puis uniquement à Berne à partir de cette date.